# Морська (зупинний пункт, Україна)
Морська́ — зупинний пункт Одеської дирекції Одеської залізниці на лінії Одеса-Застава I — Арциз.

## Загальні відомості
Розташована в Лиманському районі смт Затока Білгород-Дністровської міськради Одеської області між платформами Лиманська (1,5 км) і Дружба (1 км).
На платформі зупиняються електропоїзди місцевого сполучення.
Наразі відомо, що у зазначеному напрямку влітку 2016 року буде введено чотири додаткові електропоїзди. Таким чином, з Одеси до курортних містечок Білгород-Дністровського району курсуватимуть 9 пар електропоїздів, зокрема 4 пари пришвидшених з мінімальною кількістю зупинок у найбільш популярних пунктах, а саме зупинних пунктах та станціях Студентська, Нагірна, Кароліно-Бугаз, Лиманська, Морська, Сонячна, Бугаз. Це дозволить пришвидшеним поїздам скоротити тривалість рейсу на 30-48 хвилин, у порівнянні з поїздами, що курсують за діючим графіком. При цьому вартість проїзду залишиться як для звичайного приміського поїзду.
Платформа знаходиться на найвужчій ділянці коси, що омивається з однієї сторони Чорним морем, а з іншої — Дністровським лиманом. До 1926 їх з'єднувало Очаківське гирло, яке зникло під час сильного північно-східного шторму протягом однієї ночі і з тих пір не існує.
Близькість одночасно до моря з його піщаними пляжами і до лиману, де можна порибалити, притягує численних туристів. Тут розташовані невелика кількість сучасних баз відпочинку (Ніка, Смуглянка), а також приватні котеджі і дачі, що пропонуються відпочивальникам.
Відстань до Одеси — 55,6 км